# James Heckman
James Heckman (19 de abril de 1944) es un economista y profesor estadounidense de la Universidad de Chicago.

## Biografía
Fue laureado con el Premio del Banco de Suecia en Ciencias Económicas en memoria de Alfred Nobel, junto a Daniel McFadden, en el año 2000 por sus trabajos pioneros en econometría y microeconomía.
Heckman comenzó su carrera en el Colorado College de Estados Unidos. En 1971 recibió el doctorado en la Universidad de Princeton y trabajó como profesor en la Universidad de Columbia antes de ir a la Universidad de Chicago.
Su trabajo no se remite únicamente a la economía, sino que también ha significado un gran aporte a otras disciplinas del ámbito social.
Heckman es famoso por introducir el concepto de "sesgo de selección" en la econometría moderna. La lectura ha sido siempre compleja, pero la idea principal es bastante simple. Los economistas toman rutinariamente datos sobre salarios para calcular las medias. Muchos individuos están en paro (desempleados), y deberían tener salarios que faltan. Antes de Heckman, los economistas desechaban simplemente todos los expedientes con los salarios que faltan y después calcularían promedios usando las observaciones restantes. Heckman demostró que este proceso puede conducir a un sesgo de selección porque las observaciones no tienen salarios que faltan al azar. Por ejemplo, individuos más pobres de un grupo suelen estar parados más a menudo, así que los salarios medios pueden ser demasiado altos para este grupo. Así, el trabajo de Heckman ha persuadido a economistas de tratar las observaciones más cuidadosamente. 
- Datos: Q312561
- Multimedia: James Heckman / Q312561